# Бужинський Михайло Михайлович
Бужинський Михайло Михайлович (17 травня 1879, Полтава — 1937, Харків) — український історик, архівіст, археограф, краєзнавець, літературознавець.

## Біографія
Народився в м. Полтава. Після закінчення 1-ї Полтавської чоловічої гімназії навчався у Московській юнкерській школі (1900—1902), закінчив вищі курси при Військовій академії. Вихователь і викладач Московського (1905—1909) і Петровського полтавського (1909–19) кадетських корпусів. Підполковник. Один із засновників Полтавської губернської спілки інвалідів (1917).
Від 1923 — управитель справами Полтавського губернського архіву, 1924 — його секретар. Від 1925 — інспектор Полтавського окружного архіву. Одночасно в. о. завідувача історичного архіву Полтавщини, з 1927 — вчений архівіст, з 1932 — керівник організаційно-технічного сектору архіву.
Одночасно співпрацівник Комісії історії Лівобережної України та Слобідської України при ВУАН (1928) та Археографічної комісії ВУАН (див. Археографічні комісії в Україні). Член Полтавського краєзнавчого товариства та Полтавського наукового товариства. Звільнено з роботи 28 лютого 1934 як «буржуазного націоналіста».
Заарештований 2 серпня 1936 за сфальсифікованими звинуваченнями. 1937 засуджений до 3 років тюремного ув'язнення і поразки в правах на рік.
Помер у харківській в'язниці після суду.